# Christie Point (Nowa Szkocja)
Christie Point – przylądek (point) w kanadyjskiej prowincji Nowa Szkocja, w hrabstwie Pictou (45°40′01″N, 62°41′36″W), wysunięty w zatokę Pictou Harbour, na jej południowo-wschodnim brzegu; nazwa urzędowo zatwierdzona 8 listopada 1948.